# وست دن، ساسکس غربی
وست دن (به انگلیسی: West Dean) یک روستا و محله مدنی در بریتانیا است که در Chichester واقع شده‌است. وست دن ۲۴٫۸۴ کیلومتر مربع مساحت و ۴۸۱ نفر جمعیت دارد.